# Sven Bölte
Sven Erik Bölte, född 14 februari 1968, är professor i barn- och ungdomspsykiatrisk vetenskap och föreståndare för Center of Neurodevelopmental Disorders at Karolinska Institutet (KIND) i Stockholm. Bölte har arbetat med neuropsykiatriska funktionsnedsättningar i forskning, klinik och undervisning i mer än 25 år. Han är redaktör för flera vetenskapliga tidskrifter, till exempel Autism och Scandinavian Journal of Child and Adolescent Psychology and Psychiatry. Bölte har förtroendeuppdrag i olika vetenskapliga råd, som Autism Sverige, Riksförbundet Attention, SPSM och SiS. Han är också ordförande i det europeiska nätverket för adhd-forskare Eunethydis. 
Sven Bölte utbildar internationellt i verktygen ADOS-2 och ADI-R som används för att diagnostisera autism. Han har fått olika priser, till exempel Life Watch Nordiska Priset, priset Psynk från Sveriges Kommuner och Regioner, och INSAR fellow. Bölte har publicerat mer än 400 originalarbeten, ledarartiklar och översiktsartiklar, bokkapitel, diagnostik och interventionsverktyg inom autismspektrum, adhd och andra neuropsykiatriska funktionsnedsättningar (>40,000 citeringar, H-index 99). Han är rankad nummer sex i världen bland autismforskare.